# Resultattabeller för världsmästerskapet i ishockey för herrar 2013 Kval till Division III
Detta är tabeller över resultat i individuella matcher vid  kval till världsmästerskapet i ishockey för herrar 2013 Division III. 
Kval till VM Division III spelades i Förenade Arabemiraten mellan den 14 och 17 oktober 2012. Lagen som placerade sig etta och tvåa fick delta i VM Division III 2013.
Detta utgjorde debuten för Georgien i VM-sammanhang i ishockey. För Förenade arabemiraten innebar kvalet landets andra framträdande då det deltog i VM 2010 i Division III där laget förlorade tre raka matcher mot Irland, Grekland och Luxemburg.

## Kvalificerade lag
Deltagande lag:
- Grekland (44)
- Mongoliet (46)
- Förenade arabemiraten (47)
- Georgien (*)

Siffrorna inom parentes anger lagets placering på IIHF:s världsrankinglista 2012. *Georgien saknade placering på rankinglistan 2012.

## Matcher
Spelplats: Abu Dhabi Ice Rink,  Abu Dhabi, Förenade Arabemiraten
| Lag                   | S | V | ÖV | ÖF | F | GM | IM | MS  | P |
| --------------------- | - | - | -- | -- | - | -- | -- | --- | - |
| Förenade arabemiraten | 3 | 3 | 0  | 0  | 0 | 14 | 3  | +11 | 9 |
| Grekland              | 3 | 2 | 0  | 0  | 1 | 18 | 4  | +14 | 6 |
| Mongoliet             | 3 | 1 | 0  | 0  | 2 | 10 | 8  | +2  | 3 |
| Georgien              | 3 | 0 | 0  | 0  | 3 | 1  | 28 | −27 | 0 |

| Uppflyttat till Division III |

Mongoliet vann sin första match i VM-sammanhang när de slog Georgien med 6–0 i öppningsmatchen. Georgien förlorade i tre raka matcher i sin VM-premiär med målskillnaden 1–28. Målskytt för Georgien var Gocha Jeiranashvili, som därmed blev premiärskytt för det georgiska ishockeylandslaget. Förenade Arabemiraten vann tre raka matcher, deras första vinster i VM. Grekland gick vidare efter deras vinster mot Georgien och Mongoliet. 

## Läs mer
- Världsmästerskapet i ishockey för herrar 2013